# 부채꼴

연두색으로 색칠된 부분이 부채꼴이다.

부채꼴(circular sector)은 원에서 두 개의 반지름과 하나의 호로 둘러싸인 영역이다. 선상(扇狀)이라고도 한다. 중심각이 180˚인 부채꼴을 반원이라고 부르며, 원은 중심각이 360˚인 부채꼴이라고 생각할 수 있다.

## 공식

### 호의 길이
부채꼴의 호의 길이는 라디안의 정의를 이용하여 구할 수 있다. 1라디안은 반지름과 호의 길이가 같을 때의 각의 크기이므로 호의 길이는 반지름과 각의 곱으로 표현할 수 있다.
{\displaystyle L=r\theta }

### 전체 둘레
부채꼴의 둘레는 부채꼴 호의 길이 + 반지름 2개 이므로, 아래와 같이 표현할 수 있다.
{\displaystyle s=L+2r=r(\theta +2)}

### 넓이
부채꼴의 넓이는 다음과 같이 계산할 수 있다.
중심각을 {\displaystyle \theta }, 원의 반지름을 {\displaystyle r}로 두자. 그러면 원의 넓이는 {\displaystyle \pi r^{2}}이다. 부채꼴의 넓이는 원의 넓이에 중심각의 크기와 {\displaystyle 2\pi }의 비를 곱하면 구할 수 있다. 부채꼴의 넓이는 중심각의 크기에 비례하고, 원 전체의 중심각 크기는 {\displaystyle 2\pi }이기 때문이다.
{\displaystyle A=\pi r^{2}\cdot {\frac {\theta }{2\pi }}=r^{2}\left({\frac {\theta }{2}}\right)={\frac {1}{2}}r^{2}\theta }
여기에 {\displaystyle \theta =\left({\frac {L}{r}}\right)}를 대입하면
{\displaystyle A={\frac {1}{2}}rL}
그리고 만약 {\displaystyle \theta }가 도(°) 단위로 주어졌다면 다음과 같은 식이 얻어진다.
{\displaystyle A=\pi r^{2}\cdot {\frac {\theta }{360}}}

## 성질
부채꼴의 양쪽 면을 서로 연결하여 붙이면 원뿔이다. 이때 부채꼴의 호는 원뿔의 밑면의 원의 둘레가 된다.
- 부채꼴의 넓이(원뿔의 옆넓이 면적)

{\displaystyle \pi \left({\sqrt {r^{2}+h^{2}}}\right)^{2}\cdot {{2\pi r} \over {2\pi \left({\sqrt {r^{2}+h^{2}}}\right)}}}
{\displaystyle =\pi \left({\sqrt {r^{2}+h^{2}}}\right)^{2}\cdot {{{\cancel {2\pi }}r} \over {{\cancel {2\pi }}\left({\sqrt {r^{2}+h^{2}}}\right)}}}
{\displaystyle ={{\pi \left({\sqrt {r^{2}+h^{2}}}\right)^{2}\cdot {r}} \over {\left({\sqrt {r^{2}+h^{2}}}\right)}}}
{\displaystyle ={\pi {\sqrt {r^{2}+h^{2}}}\cdot {r}}}
{\displaystyle =\pi r{\sqrt {r^{2}+h^{2}}}}

## 같이 보기
- 원
- 타원
- 활꼴
- 원뿔